# WFDC10B
WFDC10B (англ. WAP four-disulfide core domain 10B) – білок, який кодується однойменним геном, розташованим у людей на довгому плечі 20-ї хромосоми. Довжина поліпептидного ланцюга білка становить 73 амінокислот, а молекулярна маса — 8 325.
| 10         |  | 20         |  | 30         |  | 40         |  | 50         |
| ---------- |  | ---------- |  | ---------- |  | ---------- |  | ---------- |
| MAPQTLLLVL |  | VLCVLLLQAQ |  | GGYRDKMRMQ |  | RIKVCEKRPS |  | IDLCIHHCSY |
| FQKCETNKIC |  | CSAFCGNICM |  | SIL        |  |            |  |            |

A: Аланін

C: Цистеїн

D: Аспарагінова кислота

E: Глутамінова кислота

F: Фенілаланін

G: Гліцин

H: Гістидин

I: Ізолейцин

K: Лізин

L: Лейцин

M: Метіонін

N: Аспарагін

P: Пролін

Q: Глутамін

R: Аргінін

S: Серин

T: Треонін

V: Валін

Задіяний у такому біологічному процесі, як альтернативний сплайсинг. 
Секретований назовні.